# ماریا ترسا لئون
ماریا تِرِسا لئون (اسپانیایی: María Teresa León‎؛ ۳۱ اکتبر ۱۹۰۳ – ۱۳ دسامبر ۱۹۸۸) نویسنده، فیلم‌نامه‌نویس، ناشر، مترجم و نمایشنامه‌نویس اهل اسپانیا بود.
از فیلم‌ها یا مجموعه‌های تلویزیونی که وی در آن‌ها نقش داشته‌است، می‌توان به شبح‌بانو اشاره نمود.